# Charfield
Charfield är en ort och civil parish i Storbritannien.   Den ligger i kommunen South Gloucestershire och riksdelen England, i den södra delen av landet, 160 km väster om huvudstaden London. Charfield ligger 49 meter över havet och antalet invånare är 2 472.
Terrängen runt Charfield är platt åt sydväst, men åt nordost är den kuperad. Runt Charfield är det tätbefolkat, med 476 invånare per kvadratkilometer. Närmaste större samhälle är Dursley, 7,0 km nordost om Charfield. Trakten runt Charfield består i huvudsak av gräsmarker.